# سلام (فلم)
سلام هو فيلم مغربي-فرنسي قصير من إخراج سعاد البوهاتي سنة 2001، وبطولة كل من بنعيسى هواري، محمد دمراوي، وآخرين.

## القصة
الفيلم يلفت النظر إلى عزلة الجيل الأول من المهاجرين العرب في فرنسا، من خلال تصوير الساعات الأخيرة في حياة مهاجر جزائري يدعى علي، يستعد للعودة إلى بلده الأصلي بعدما أمضى ستين سنة كاملة في المهجر.

## جوائز
عُرض الفيلم في «مهرجان كان السينمائي» عام 2000، ضمن تظاهرة «أسبوعَي المخرجين»، ونال جائزة «كوداك» للأفلام القصيرة والمتوسطة، قبل أن يحصد عدداً لا بأس به من الجوائز في مهرجانات أخرى، من بينها أربع جوائز في مهرجان Clermont - Ferrand للأفلام القصيرة (الجائزة الكبرى وجائزة لجنة التحكيم الخاصة وجائزة أفضل ممثل وجائزة الجمهور الشاب)، وثلاث جوائز في مهرجان «بريست» (أفضل فيلم، أفضل إخراج، وجائزة تلفزيون «آرتي» لأفضل فيلم فرنسي).

## روابط خارجية
- سلام على موقع IMDb (الإنجليزية)
- سلام على موقع ألو سيني (الفرنسية)
- سلام على موقع قاعدة بيانات الفيلم (الإنجليزية)
- سلام على موقع ليتربوكسد (الإنجليزية)
- سلام على موقع كينوبويسك (الروسية)

- الفيلم على موقع imdb
- الفيلم على موقع allocine.fr